# Dinh Gilly
Pour les articles homonymes, voir Gilly.
Dinh Gilly, né à Alger le 19 juillet 1877 et mort à Londres le 19 mai 1940 , est un chanteur lyrique baryton français d'Algérie, aussi professeur.

## Biographie
Dinh Gilly étudie le chant à Toulouse, à Rome (avec Antonio Cotogni) et au Conservatoire de Paris où il remporte un premier prix en 1902. Cette même année, il fait ses débuts à l'Opéra de Paris dans le rôle de Silvio dans Pagliacci de Ruggero Leoncavallo. En 1908, il quitte l'Opéra de Paris pour jouer à New York, de 1909 à 1914, au Metropolitan Opera. Il chante également au Royal Opera House, à Covent Garden, et, plus tard, enseigne à Londres, notamment à Dennis Noble (en).

### Vie privée
Dinh Gilly vécut avec la cantatrice soprano tchèque Emmy Destinn (1878-1930).

## Enregistrements
Il a réalisé quelque quarante enregistrements pour gramophone qui montrent qu'il est un chanteur élégant et intelligent.